# Volodímir Zabolotni
Volodímir Jnatovich Zabolotni (en ucraniano: Володимир Гнатович Заболотний; Pereyáslav, 13 de agosto de 1898 - Kiev, 3 de agosto de 1962) fue un arquitecto soviético de etnia ucraniana, fundador de la Academia de Arquitectura de Ucrania y diseñador del edificio de la Rada Suprema y del Palacio de Gobierno de Járkov.

## Biografía
Zabolotni nació en una familia de artesanos en el pueblo de Karan (más tarde rebautizado como Trubailivka) de la gobernación de Poltava, que hoy forma parte de la ciudad de Pereyáslav. Terminó la escuela secundaria local durante la guerra civil rusa en 1919. En 1921-27, Zabolotni estudió y terminó con éxito la Academia Nacional de Artes Visuales y Arquitectura como arquitecto-artista, que luego pasó por una serie de transformaciones y fue conocida como Instituto de Artes de Kiev y era descendiente de la Academia de Artes de Ucrania (1917). En ese momento Ucrania estaba completamente incorporada a la Unión Soviética como RSS de Ucrania (desde 1922). En el instituto, su instructor fue el notable arquitecto ruso Pável Alioshin. Zabolotni también fue miembro de la Asociación de Artistas Revolucionarios de Ucrania, creada en 1925, y de la Asociación de Arquitectos Modernos. Durante sus años de estudiante, participó en concursos de diseño en el Palacio de la Cultura de Rostov del Don (1925) y en los Estudios de Cine de Kiev (1926).
Después de terminar el Instituto de Artes de Kiev, Zabolotni trabajó como instructor en el instituto y en el Instituto de Ingenieros de Construcción de Kiev (hoy Universidad Nacional de Kiev de Construcción y Arquitectura). En 1929-33 trabajó en el diseño del proyecto de la estación central de ferrocarril de Kiev como asistente de Oleksandr Verbitski. Entre sus primeras obras se encuentran el Palacio de Gobierno de la República Socialista Soviética de Ucrania (Járkov, 1927) y el Macizo residencial "Promin" (Járkov, 1928). A principios de la década de 1930, Zabolotny era arquitecto jefe del DIPROMIST (Instituto Estatal de Investigación Científica y Planificación Urbana de Ucrania), donde se desarrolló el concepto de ciudad socialista. En ese momento (1930) creó un proyecto de ciudad para Kominternivske (hoy Dobroslav, en el óblast de Odesa). Además, Zabolotny creó el Palacio de la Cultura del Combinado Metalúrgico de Dniéper en Kamianské y el edificio de la Asociación Regional de Consumidores en Vínnitsia.
Después de que la capital fuera trasladada de Járkov a Kiev, Zabolotni participó en la creación del nuevo centro de gobierno en Kiev (1935). En 1935-1936, junto con sus estudiantes del Instituto de Ingenieros de Construcción de Kiev, construyó varios pabellones en el Parque de los Pioneros de Kiev, así como un teatro de marionetas, un cine y dos edificios de varios pisos en las calles Chervonoarmiska y Triojsviatitelska. Su mejor creación fue el edificio de la Rada Suprema por el que recibió un diploma honorífico del Presidium del Consejo Supremo de Ucrania y un premio de 5.000 rublos. Entre 1939 y 1941 trabajó como arquitecto jefe de la ciudad de Kiev.
Zabolotnij murió en Kiev a la edad de 63 años y fue enterrado allí en el cementerio de Baikove. Sobre su tumba se erigió un monumento monumental y en su ciudad natal, Pereyáslav, se fundó el museo de Volodímir Zabolotni en la casa de su padre. Volodímir Zabolotni fue autor de varias obras sobre arquitectura, como el libro Monumentos a la arquitectura de Ucrania de 1954.

## Premios
- Premio Stalin (1941).[6]
- Premio Estatal de la República Socialista Soviética de Ucrania en el campo de la ciencia y la tecnología (1971, póstumo).
- Orden de Lenin.
- Orden de la Bandera Roja del Trabajo.